# Oplatil I
Písník Oplatil I je velká vodní plocha o rozloze cca 90 ha vzniklá po těžbě štěrkopísku ukončené v 90. letech 20. století. Písník se nalézá v okrese Pardubice převážně v katastrálním území Stéblová asi 2,5 km severozápadně od centra obce; severozápadní cíp leží v k.ú. Staré Ždánice. Písník je v současné době využíván jako rybářský revír a záložní vodní zdroj pro Pardubické vodárny.

## Historie
V době výstavby pernštejské rybniční soustavy na přelomu 15. a 16. století byl vybudován na místě lesního porostu rybník s názvem Oplatil. Později byl rybník vysušen a vzniklá plocha byla zalesněna, aby pak byla v 20. století byla opět odlesněna a došlo zde k vytěžení vrstvy štěrkopísku. Pozůstatkem rybníka Oplatil je jeho hráz, po které vede silnice II/333 spojující Lázně Bohdaneč s Hradcem Králové. Písník Oplatil I je oddělen od sousedního písníku Hrádek úzkou cca 5 m širokou písečnou hrází.

## Galerie

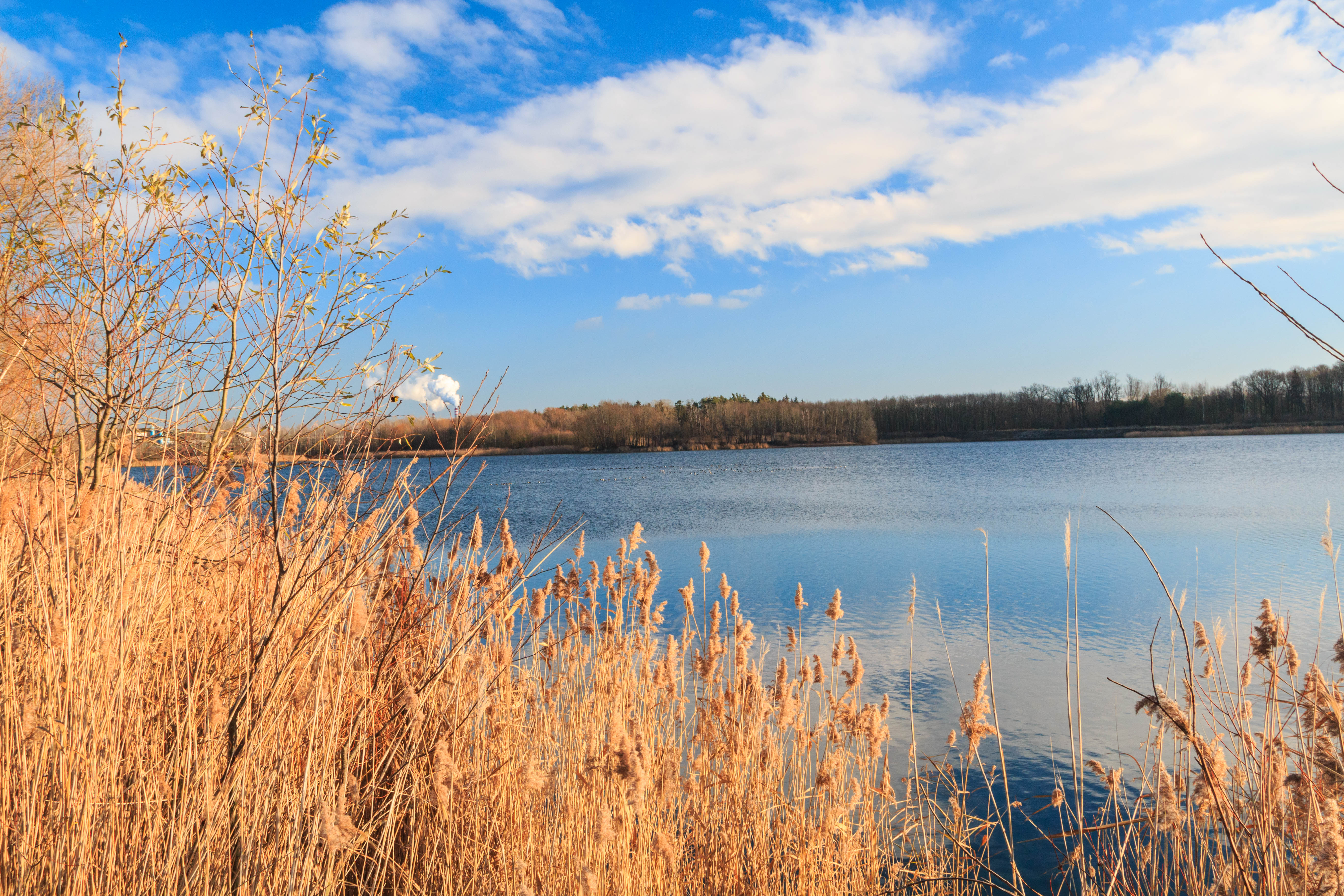
Písník Oplatil I
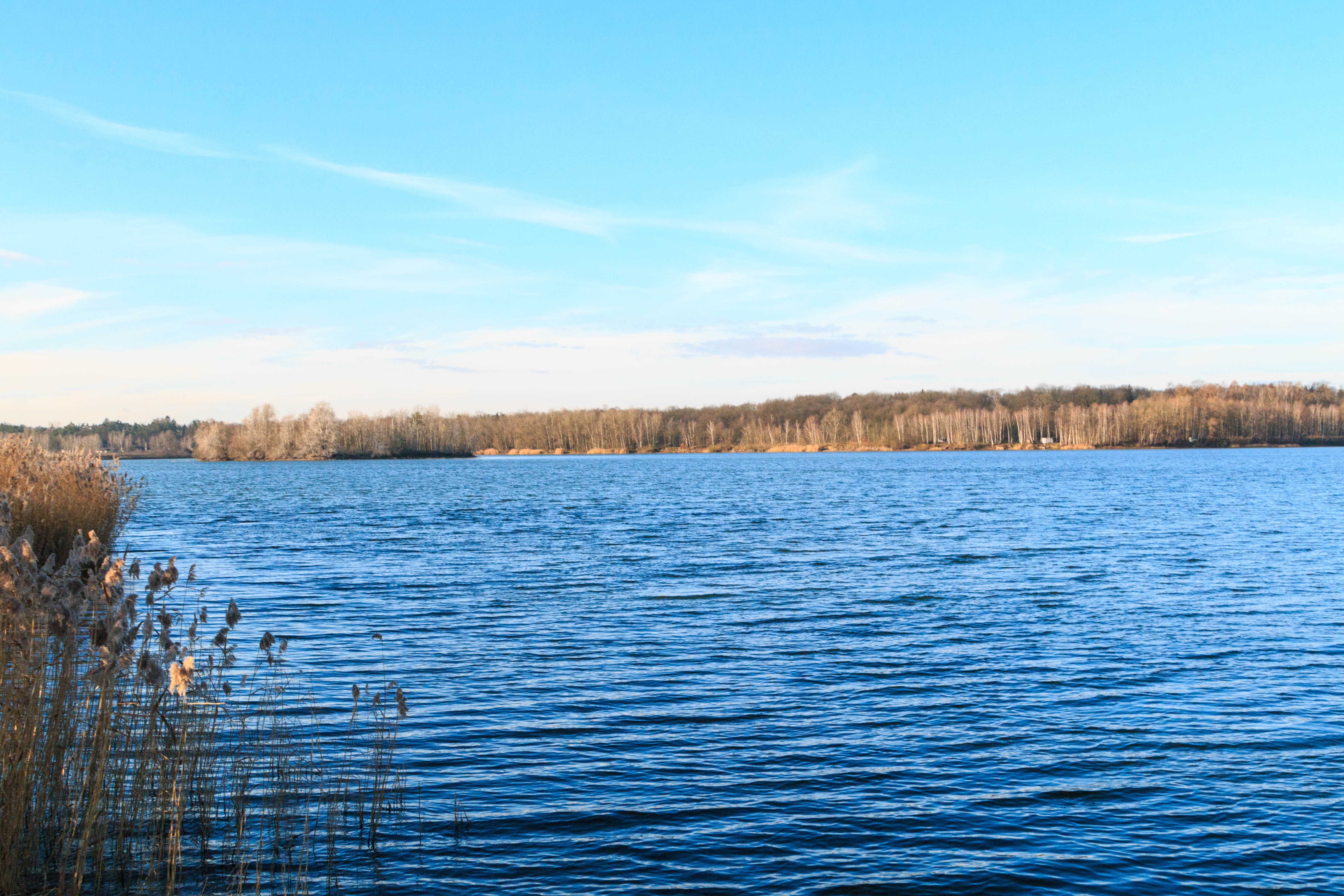
Písník Oplatil I
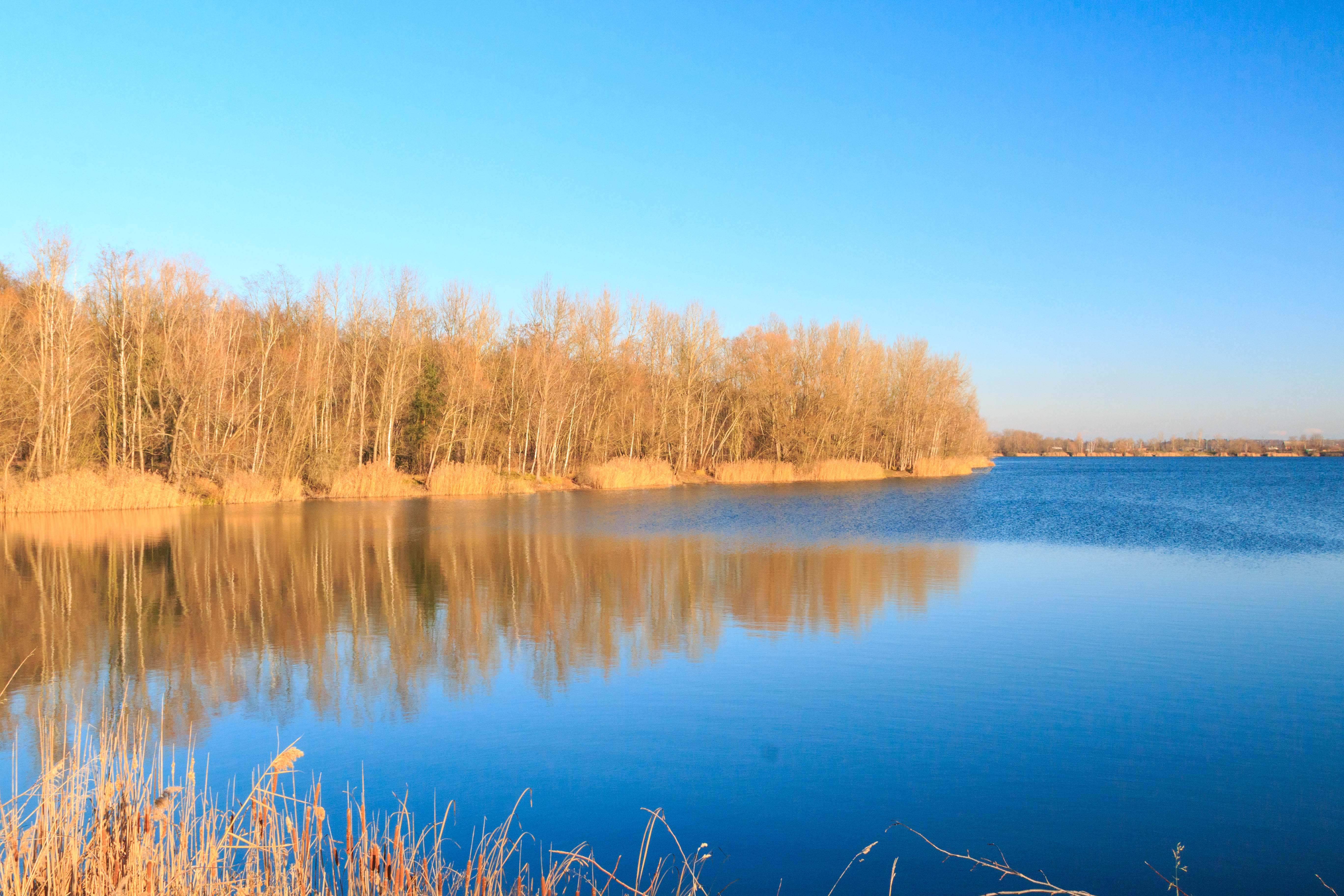
Písník Oplatil I
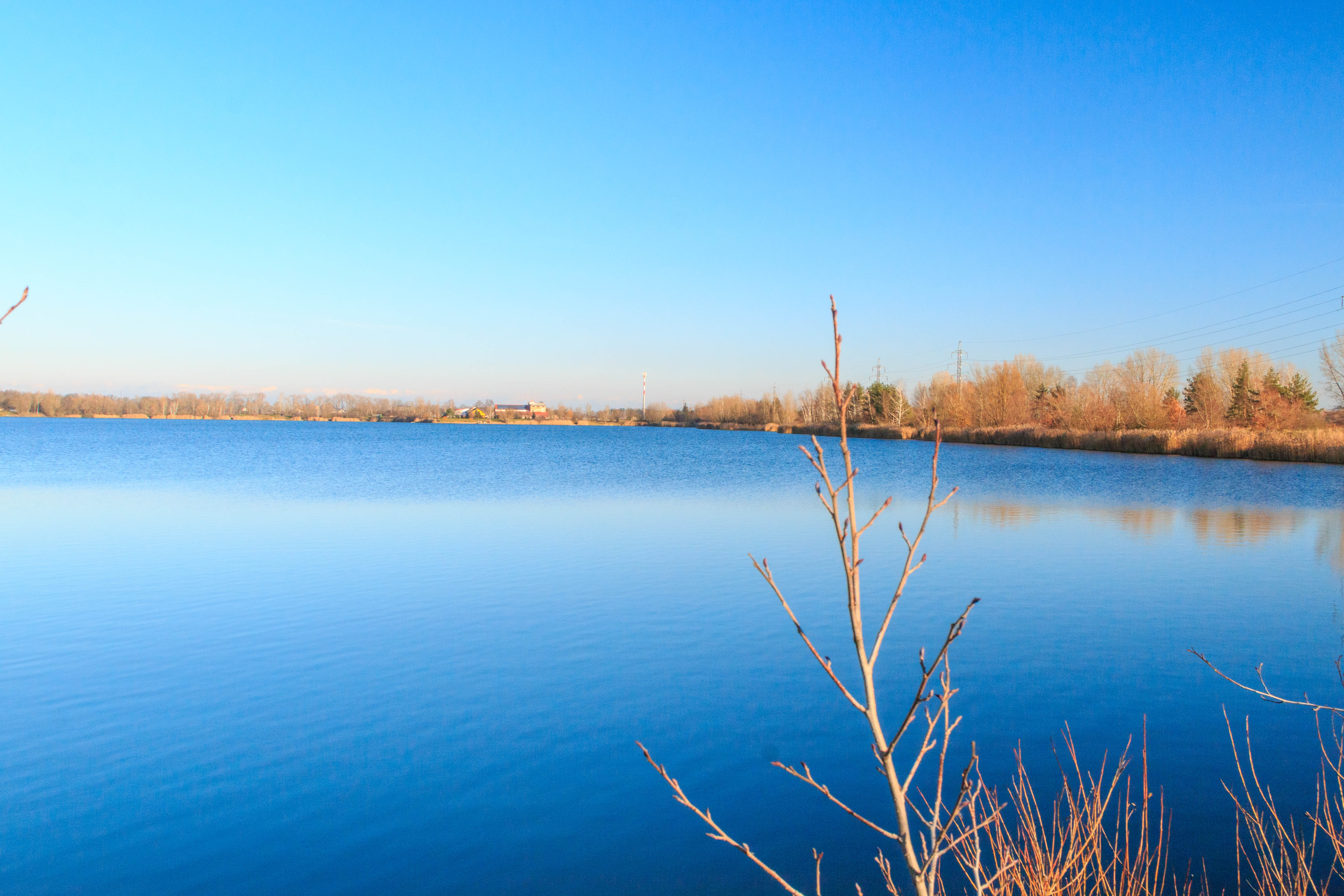
Písník Oplatil I